# Buster Keaton
Buster Keaton, vlastním jménem Joseph Frank Keaton (4. října 1895 Piqua, Kansas – 1. února 1966 Woodland Hills, Kalifornie) byl americký filmový komik, scenárista a režisér, hvězda němého filmu. Charakteristickým znakem jeho filmové postavy byl strnulý, kamenný výraz tváře, který se stal jeho „firemní značkou“ a za který si vysloužil přezdívku „The Great Stone Face“ (Kamenná tvář).

## Biografie

### Dětství a mládí
Buster Keaton se narodil v malém městečku Piqua ve státě Kansas do rodiny varietních umělců jako Joseph Francis Keaton. Krátce nato bylo Piqua smeteno větrnou smrští. Jeho otec Joseph Keaton se živil jako varietní komik a tanečník a v pozdějších letech se jako Joe Keaton objevil v několika filmech svého syna. Jeho matka Myra Keatonová, rozená Cutlerová, byla dcerou známého varietního podnikatele F.L. Cutlera a na jevišti vystupovala již od svých jedenácti let.

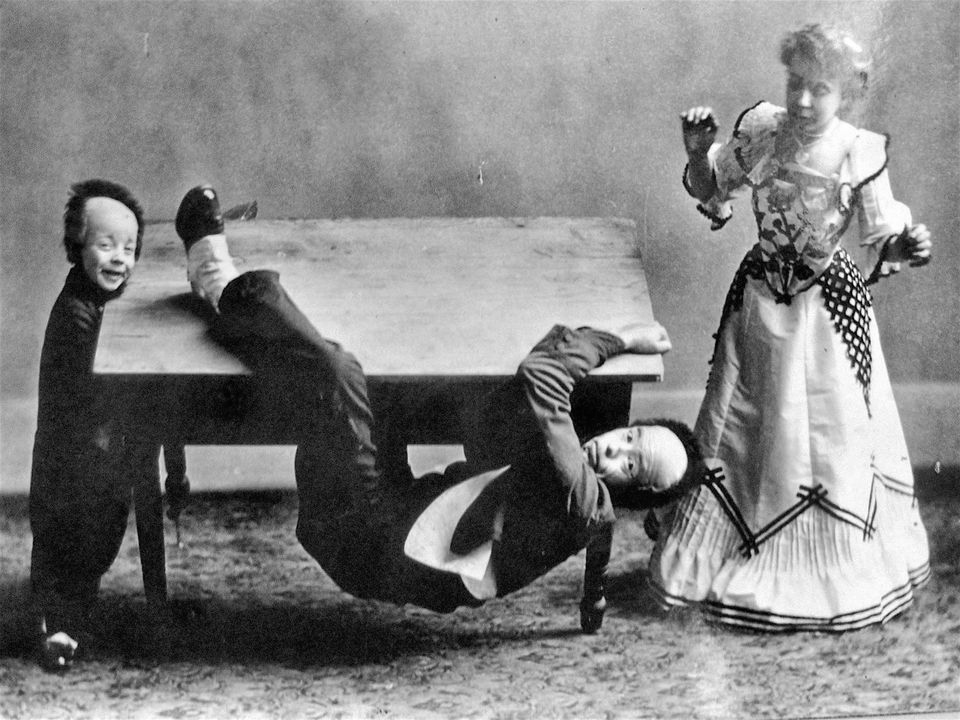
The Three Keatons v roce 1901

Jeslemi, mateřskou školkou, školami i univerzitou se tak pro Bustera Keatona stalo varieté, kde se s rodiči na jevišti objevoval již od nejmenších let. Svou přezdívku Buster dostal od Harryho Houdiniho když mu bylo asi šest měsíců. Jeho otec právě vystupoval s tímto slavným iluzionistou a ten se stal svědkem Keatonova pádu ze schodů. A jak praví legenda, dole malého Keatona zdvihl a pravil: „My, what a buster!“ („Páni, jaký nezmar“). Přezdívka mu již zůstala navěky, dokonce i jeho manželky jej tak oslovovaly a jeho sedm vnuků mu neřeklo jinak než dědo Bustere . Od roku 1899, tedy od svých čtyř let, byl plnohodnotným členem čísla Keatonů, kteří se nazývali „The Three Keatons“. Později se k rodinnému číslu přidávali i Keatonovi sourozenci, o devět let mladší bratr Harry Stanley zvaný Jingles a o 11 let mladší sestra Louise. Stali se z nich „The Four Keatons“ (ačkoliv jich bylo pět). Společně vystupovali na menších či větších jevištích varieté po celé zemi, dokonce podnikli i turné po Anglii. Vzhledem k charakteru předváděných čísel, kdy se na jevišti s Busterem házelo jako s míčem, a s rostoucím úspěchem, dostali se Keatonovi do hledáčku nejrůznějších spolků pro ochranu mládeže. Některým městům se museli vyhýbat, zejména New Yorku, kde byl Joe Keaton obviněn z týrání dítěte.
K problémům však docházelo i uvnitř rodiny a to v okamžiku, kdy Joe Keaton začal holdovat tvrdému alkoholu. V letech 1916–1917 vyvrcholil Keatonův spor s otcem, jehož pití přerostlo mez, kdy již znemožňovalo vystupování a ohrožovalo bezpečnost jeho i ostatních vystupujících. A tak se Buster Keaton rozhodl, že se osamostatní a skupina Three Keatons se rozpadla.

### Filmové začátky
V únoru 1917, ve věku dvaceti dvou let, opustil Buster Keaton skupinu a vypravil se do New Yorku, kde získal smlouvu na broadwayskou revue „The Passing Show of 1917“. Osud tomu však chtěl jinak a tak den před zahájením zkoušek potkal starého přítele z vaudevillu Lou Angera, kterého doprovázel filmový komik Fatty Roscoe Arbuckle. Ten Keatona pozval do filmového ateliéru, kde právě začal natáčet grotesky pro producenta Josepha M. Schencka. Prvním filmem, ve kterém se Buster Keaton objevil, se jmenoval Řeznický učeň (The Butcher Boy; 1917). I když chtěl Arbuckle Keatona obsadit pouze do jediné scény, ten se v ní tak osvědčil, že ho zapojil do celého filmu. A tak se z vaudevillového komika stal přes noc filmový herec. Schenck mu platil 40 dolarů týdně. V letech 1917 – 1920 vytvořil společně s Alem St. Johnem hereckého partnera Arbuckla, s nímž natočil sérii krátkometrážních filmů. Keaton velmi rychle pronikal do tajů filmové práce a již u svého čtvrtého filmu Fatty se žení (His Wedding Night; 1917) byl asistentem režie. Ve stejném studiu vedle Arbuckla natáčela dramatické a romantické filmy Natalie Talmadgeová, budoucí Keatonova žena, a její sestra Constance.

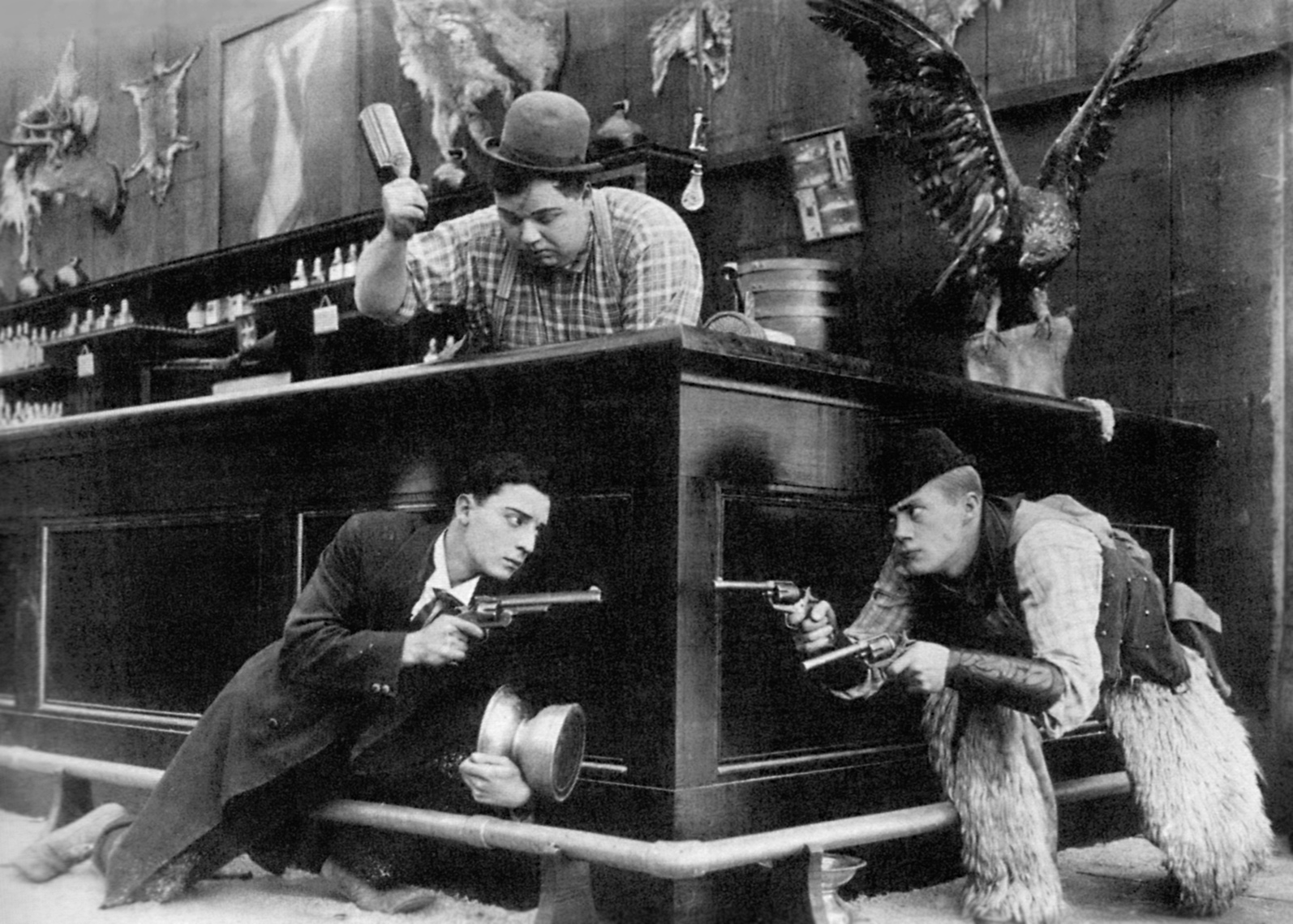
Buster Keaton, Al St. John a Arbuckle ve filmu z roku 1917 Lechtivý desperádo

V New Yorku natočil Keaton s Arbucklem jen šest dvoucívkových filmů a pak se v říjnu roku 1917 s celou společností přestěhoval do Hollywoodu. Již v těchto prvních krátkých Arbucklových filmech se začínaly rýsovat budoucí typické vnější prvky jeho filmové postavy – splácnutý klobouk a především jeho kamenná tvář. Sám Buster Keaton vysvětluje původ své kamenné tváře následovně: "Už jako dítě jsem se poučil, že s tím u obecenstva nejlíp pochodím. Filmoví fanoušci také záhy objevili v mé práci něco, čeho jsem si vůbec nebyl vědom. Pár fanoušků se ptalo, proč se ten malý muž ve filmu nikdy neusměje. Toho jsme si dosud nevšimli. Prohlédli jsme si tři krátké filmy, které jsme společně udělali, a zjistili, že mají pravdu. Nebyl to úmysl. Soustřeďoval jsem se na to, co jsem právě dělal, a svůj výraz jsem si uvědomil, až mě na něj upozornili i jiní a až jsem uviděl ty filmy při předvádění."
V červnu roku 1918 byl Buster Keaton povolán do armády a jako člen pěchoty se dostal do Evropy. Zde strávil sedm měsíců ve Francii. Po návratu do Ameriky dostal dvě lákavé nabídky – od Jacka Warnera a od společnosti Williama Foxe. Obě nabídky odmítl a vrátil se k Roscoovi Arbucklovi. S ním však natočil už jen dva filmy. Arbuckle odešel od Schencka ke společnosti Adolfa Zukora Paramont, kde natočil své první celovečerní filmy. Buster Keaton zůstal u Schencka, který mu nabídl vlastní sérii krátkých dvoucívkových grotesek s názvem Buster Keaton Comedies. Cesty Arbuckla a Bustera Keatona se tak rozdělily.

### 1920–1928: Na vrcholu
Než začal pracovat ve vlastním studiu na prvních filmech série Buster Keaton Comedies, přijal hlavní roli v celovečerním hraném filmu Hlupáček (The Saphead; 1920), filmovém zpracování populární broadwayské hry „The New Henrietta“, ve kterém ztělesnil znuděného dědice, kterého různé okolnosti vytrhují z letargie a nutí ho prožívat spousty dobrodružství. Snažil se Schencka přesvědčit, aby mohl natáčet celovečerní filmy, ale marně. V roce 1920 získal svůj vlastní ateliér, kde soustředil velkou část personálu bývalé skupiny Roscoa Arbuckla. V letech 1920–1923, do doby než přešel k natáčení celovečerních filmů, natočil Buster Keaton 19 dvoucívkových komedií. Na všech těchto filmech se podílel jako scenárista a jako spolurežisér společně s Eddiem Clinem. Za všechny připomeňme alespoň filmy Frigo staví dům (One Week; 1920), Frigo na námluvách (The Scarecrow; 1920), Frigo na divadle (The Playhouse; 1921), Frigo mezi Indiány (The Paleface; 1921) nebo Frigo a strážníci (Cops; 1922).
V roce 1923 přešel Buster Keaton plynule k natáčení celovečerních filmů. Mezi léty 1923-1928 natočil Buster Keaton deset svých nejlepších celovečerních grotesek, mezi nimi i filmy Frigo, oběť krevní msty (Our Hospitality; 1923), Frigo jako Sherlock Holmes (Sherlock Jr.; 1924), Frigo jako mořeplavec (The Navigator; 1924), Frigo a kráva (Go West; 1925) nebo Frigo na mašině (The General; 1927). Jeho prvním významným dlouhometrážním filmem byla parodie na historické filmy, především Griffithovu Intoleranci, Láska kvete v každé době (Three Ages; 1923), ve kterém musel Buster Keaton bojovat o svou lásku se zlým padouchem v podání Wallace Beeryho ve třech historických etapách (v době kamenné, v době římské a v moderní současnosti).

### Pád
V roce 1928 odešel Joseph M. Schenck, producent Keatonova studia, od United Artists ke společnosti Metro-Goldwyn-Mayer. I přes varování svých kolegů Chaplina a Lloyda jej Keaton následoval a opustil tak malou, nezávislou společnost, která mu patřila a kde měl absolutní tvůrčí svobodu a vstoupil do služeb filmové společnosti MGM. Tento krok se stal pro Keatona počátkem jeho tvůrčí krize, jelikož začal být příliš omezován přísnými pravidly mamutího studia. Keaton, doposud zvyklý natáčet své filmy bez scénáře, byl šéfem výroby MGM Irvingem Thalbergem nucen točit podle scénáře. Prvním filmem pro MGM se stal Kameraman (The Cameraman; 1928). Již při jeho natáčení naplno pociťoval novou situaci a dostal se do sporu s Thalbergem. Vzhledem k tomu, že film se natáčel v New Yorku a Thalberg se nacházel v Kalifornii, rozhodl se jednoho dne scénář, který mimochodem napsalo 22 lidí, zahodit a natočit film bez něj. Možná proto se stal Kameraman posledním opravdovým „keatonovským" filmem.
Problémy, které zažíval Keaton u společnosti MGM, se přenesly i do jeho osobního života. Začal mít problémy s alkoholem a jeho doposud šťastné manželství s Talmadgeovou se v roce 1932 rozpadlo. V rozvodovém řízení bylo téměř všechno, co Keatonovým patřilo, přiřčeno manželce. Keaton se ocitl na „ulici“. K tomu všemu se přidalo také zjištění, že práva na své vlastní staré filmy mu již také nepatří, jelikož přešla na MGM. Na filmovém plátně se objevil po boku Jimmiho Duranta, který se měl v MGM stát jeho nástupcem. Společně se objevili ve filmech Frigo na Broadwayi (Speak Easily; 1931), Vášnivý instalatér (The Passionate Plumber; 1932) nebo Frigo vaří pivo (What! No Beer?; 1933). Posledně jmenovaný se stal jeho posledním filmem u MGM. Jeden jeho natáčecí den kvůli jeho opilosti dokonce odpadl. Poslední kapkou bylo, když Louis B. Mayer chtěl svou hvězdu představit skupince svých přátel, ale Keaton, namísto aby byl ve studiu, dal přednost výkopu známého fotbalového mužstva. Po návratu čekal na něj v šatně Mayerův dopis, že studio MGM již jeho služeb nebude nadále potřebovat.
V roce 1934 opustil Ameriku a vydal se do Evropy, kde nejprve ve Francii a později v Anglii natočil několik filmů. Ani jeden z nich však nedosáhl kýženého úspěchu a Keaton se vrátil zpátky do Ameriky, kde pro společnost Educational Picture natočil 16 dvoucívkových komedií. Tyto krátké veselohry s názvy jako Zlaté strašidlo (The Gold Ghost; 1934), Jeden běh s Elmerem (One Run Elmer; 1935), Námořníci a pruhy (Tars and Stripes; 1935), Ostýchavý mladý muž (The Timid Zouny Man; 1935), Tři na větvi (Three on a Limb; 1936), Modré plameny (Blue Blaze; 1936) nebo Hnízdečko lásky na kolech (Love Nest on Wheel; 1937) a další jsou dnes prakticky neznámé. Jednu z nich dokonce režíroval někdejší král grotesky Mack Sennett. Stále více propadal démonu alkoholu. V roce 1937 se dokonce na rok ocitl v psychiatrické léčebně s neurastenií.
Na konci třicátých let přijal znovu práci u společnosti MGM, kde pracoval jako gagman, mj. pro bratry Marxovy nebo Reda Skeltona, a v letech 1939 až 1941 natočil pro společnost Columbia Pictures další sérii krátkých dvoucívkových komedií. V květnu roku 1940 se Keaton potřetí oženil. Vzal si o 23 let mladší tanečnici Eleanor Norrisovou a jejich manželství vydrželo až do jeho smrti. V dalších letech vystupoval Keaton jako herec sporadicky v několika nevýznamných filmech především jako statista. Ve filmu To je ten Duch (That’s the Spirit; 1945) ztvárnil ducha, jemuž je dovoleno se vrátit na zem, ve filmu Noc s tebou (That Night with you; 1945) zase dočasného kuchaře, milovníkem zvířat byl ve filmu Boží země (God’s Country; 1946) a v mexickém filmu Moderní Modrovous (El Moderno Barba Azul; 1946) ztvárnil úlohu vězně, který je poslán až na Měsíc. Modrovous byl jeho posledním filmem až do roku 1949, kdy se objevil jako statista ve filmu Roztomilý podvodník (The Lovable Cheat; 1949).

### 50. léta a televize
Na konci 40. let se Buster Keaton jako jeden z prvních amerických herců dal do služeb nového média – televize. V prosinci roku 1949 začal natáčet svou vlastní televizní revuei v Los Angeles. Prvních 26 epizod pořadu Show Bustera Keatona (The Buster Keaton Show; 1950) se na televizní obrazovce objevilo v následujícím roce. Show Bustera Keatona měla úspěch a vzbudila zájem producentů i z jiných oblastí. V roce 1951 přidal Buster Keaton dalších sedmnáct epizod pořadu Živě s Busterem Keatonem (Live with Buster Keaton; 1951).
Po celá padesátá a šedesátá léta se pravidelně objevoval v nejrůznějších televizních seriálech a zábavných pořadech, mj. v televizní adaptaci Gogolovy povídky Plášť (Douglas Fairbanks, Jr., Presents: The Awakening; 1954), adaptaci hry Přišel na večeři (The Best of Broadway: The Man Who Came to Dinner; 1954), v březnu 1956 vystoupil v pořadu Show Marty Rayové (The Martha Raye Show; 1955 – 1956) s parodií na film Světla ramp, s Louisem Armstrongem si zahrál v televizním filmu Lord nehraje favority (Producers' Showcase: The Lord Don't Play Favorites; 1956), v epizodě televizního seriálu The Twilight Zone (1959 – 1964) Jednou za čas o cestování časem z roku 1890 až do roku 1962 si zahrál domovníka, v televizním snímku Po pracovní době (Sunday Showcase: After Hours; 1960) zase svatého Mikuláše, několikrát vystoupil i ve slavné Show Eda Sullivana (The Ed Sullivan Show; 1948 – 1971). Mezitím se dál objevoval v epizodních rolích na filmovém plátně.
V padesátých letech vytvořil čestné role v několika proslulých filmech. V roce 1952 se objevil jako Buster Keaton v karetní scéně po boku stárnoucí filmové divy v podání Glorie Swansonové ve filmu režiséra Billyho Wildera Sunset Boulevard (Sunset Boulevard; 1950). O dva roky později mu Charles Chaplin nabídl malou roli téměř slepého klavíristy ve svém posledním americkém filmu Světla ramp (Limelight; 1952). Bylo to jejich první a zároveň poslední setkání na filmovém plátně. Ve filmové férii plné hvězd režiséra Michaela Andersona Cesta kolem světa za 80 dní (Around the World in Eighty Days, 1956) si Buster Keaton střihl roli průvodčího ve vlaku přepadeném indiány. V roce 1957 se jako poradce účastnil natáčení filmu o jeho životě s názvem Příběh Bustera Keatona (The Buster Keaton Story; 1957). Bustera Keatona v něm vytvořil Donald O'Connor.

### Znovuobjevení
V roce 1960 přišel do kin střihový film Když komedie byla králem (When Comedy Was King; 1960). Film, jenž byl sestaven z nejlepších okamžiků z děl velikánů němé filmové grotesky, byl publikem přijat s nadšením. Na úspěch filmu vzápětí navázaly i další střihové filmy. Filmovému publiku však brzy již nestačily pouze krátké výňatky z těchto filmů a filmové grotesky z doby němého filmu zahájily svou druhou kariéru a jejich představitelé se dostávali opět do popředí zájmu. Buster Keaton byl jedním z těch, kteří měli možnost pocítit tento nový zájem na vlastní kůži. V témže roce obdržel Buster Keaton od Americké filmové akademie Oscara za celoživotní dílo.
V následujících letech do své smrti se Buster Keaton objevoval v pohostinských rolích ve více či méně úspěšných filmech. Vytvořil však i několik pozoruhodných filmů, které zaujímají významné místo v jeho filmografii. Jde především o dvacetiminutový snímek podle předlohy Samuela Becketta v režii Burra Smitha Film (Film; 1965), válečnou grotesku režiséra Luigiho Seatiiniho Dva námořníci a generál (Due marines e un generale; 1966) a vůbec poslední film, ve kterém se Keaton objevil – filmový muzikál Richarda Lestera Cestou na fórum se stala podivná věc (A Funny Thing Happened on the Way to the Forum; 1966).
V roce 1965 byla v rámci festivalu v Benátkách uspořádána filmová retrospektiva Keatonových děl a samotný Buster Keaton byl zdejšími návštěvníky, filmaři, novináři i kritiky přijat s nadšením. O rok později 1. února 1966 Buster Keaton zemřel na karcinom plic ve věku 70 let ve své vile ve Woodland Hills v Kalifornii.